# Изофизис
Изофизис (лат. Isophysis) — род многолетних растений семейства Ирисовые. Монотипный род, включает единственный вид, изофизис тасманский (Isophysis tasmanica).
Научное название рода происходит от др.-греч. ἴσος «равный» и φύσις «род, природа».

## Распространение и описание
Изофизис тасманский — эндемик гор Западной Тасмании.
Растение имеет линейные листья и похожие на звёзды тёмно-фиолетовые или жёлтые цветки с отогнутыми лепестками и выступающими пыльниками.